# 난 알아요
난 알아요는 서태지와 아이들의 노래이다. 첫 앨범이자, 정규 1집인 Yo! Taiji에 실려있는 타이틀곡이다. 당시 발라드 위주였던 가요계의 판도를 뒤집어놓았다는 평가를 받는다.

## 배경
시나위의 해체 이후 서태지는 당시 대한민국에 막 도입되기 시작한 미디 음악에 관심을 갖게 된다. 그 때의 미디 작업으로 〈난 알아요〉, 〈환상속의 그대〉등 서태지와 아이들 1집에 수록될 곡들의 일부가 만들어진다.
새로운 음악 활동을 모색하던 서태지는 1992년 1월에 양현석, 이주노를 만나 '서태지와 아이들'을 결성하고 1992년 4월에 1집 《Yo! Taiji》를 발표한다. 1992년 4월 11일, MBC의 특종 TV 연예에 데뷔하게 된 그들은 방송 3사의 가요 순위 프로그램을 모두 석권 하였다. 당시 심사위원들은 노래를 듣고 총합 7.8점이라는 역대 가장 낮은 점수를 주었다.
그리고 서태지와 아이들의 실제 데뷔는 1992년 3월 14일 《토요일 토요일은 즐거워》였다. 또한 TV저널 올해의 스타상, 서울가요대상 최고 인기상, 스포츠서울 올해의 가수상, 대한민국 영상음악 대상 골든 디스크상, MBC 10대 가수 가요제 최고 인기 가요상과 신인 가수상, KBS 가요대상 15대 가수상등 그해 가요계에 부여된 모든 상을 휩쓸었고 《Yo! Taiji》는 데뷔 음반으로는 최다 판매량인 180만장의 판매고를 기록했다.

## 라이브 음원 수록 앨범
- Live & Techno Mix - 1993년
- Seo Taiji 6th Album Re-recording and ETPFEST Live - 2003년
- The Great Seotaiji Symphony - 2009년

## 미디어 속의 난 알아요
- 2000년 게임 펌프 잇 업 Perfect Collection 뿐만 아니라, 2013년 게임 케이팝 댄스 페스티벌에서도 수록되었다.